# The Sims 3: Pets
The Sims 3: Pets је четврти додатак за стратешку игру живота The Sims 3, који је изашао на Северноaмеричко тржиште 18. октобра 2011. године, док је у Европу стигао три дана касније. Додатак са собом укључује нов свет кућних љубимаца, укључујући и коње које претходна два The Sims серијала нису поседовала.
Према својим карактеристикама можемо га упоредити са The Sims: Unleashed и The Sims 2: Pets.